# Арай (Акмолинская область)
Арай (каз. Арай) — упразднённое село в Енбекшильдерском районе Акмолинской области Казахстана. Входило в состав Краснофлотского сельского округа. Код КАТО — 114541105.

## География
Село в североной части района, на расстоянии примерно 68 километров (по прямой) к северо-востоку от административного центра района — города Степняк, в 6 километрах к север-востоку от административного центра сельского округа — села Краснофлотское.
Абсолютная высота — 206 метров над уровнем моря.
Ближайшие населённые пункты: село Краснофлотское — на юго-западе.

## История
В 1989 году село находилось в составе Кайнарского сельсовета.
Постановлением акимата Акмолинской области от 10 декабря 2009 года № а-13-532 и решением Акмолинского областного маслихата от 10 декабря 2009 года № 4С-19-5 село Арай было переведено в категорию иных поселений и включено в состав села Краснофлотское.

## Население
В 1989 году население села составляло 139 человек (из них казахи — 100 %).
В 1999 году население села составляло 38 человек (25 мужчин и 13 женщин). По данным переписи 2009 года, в селе проживало 12 человек (6 мужчин и 6 женщин).
| Численность населения | Численность населения | Численность населения |
| 1989                  | 1999                  | 2009                  |
| --------------------- | --------------------- | --------------------- |
| 139                   | ↘38                   | ↘12                   |